# Operation Frühling der Jugend
Die Operation Frühling der Jugend war die gezielte Tötung von PLO-Drahtziehern des Olympia-Attentats in München durch den israelischen Auslandsnachrichtendienst Mossad. Die Operation, die in der Nacht vom 9. April bis zum Morgen des 10. April 1973 in der libanesischen Hauptstadt Beirut und der Stadt Sidon stattfand, wurde hauptsächlich von der Spezialeinheit Sayeret Matkal des militärischen Nachrichtendienstes Aman im Auftrag des Mossad durchgeführt. Drei PLO-Führer waren unter den mehr als 50 getöteten Palästinensern, ferner wurden vier Zivilisten, drei libanesische Polizisten und zwei israelische Soldaten getötet.

## Hintergrund
Als bei der Geiselnahme von München während der Olympischen Sommerspiele von 1972 11 Geiseln der israelischen Olympiamannschaft durch ein Kommando der palästinensischen Terrorgruppe Schwarzer September getötet wurden, löste das unter der israelischen Bevölkerung ein Trauma aus. Wieder waren Juden in Deutschland ermordet worden einfach nur deshalb, weil sie Juden waren. Die Regierung Meir beschloss daraufhin, die Verantwortlichen zu identifizieren, zu finden und zu töten, ganz gleich, wo sie sich aufhielten. Juristische Grundlage dafür waren Todesurteile der israelischen Judikative, die in Abwesenheit der Angeklagten verhängt wurden. Politisch sah man in den Tätern und Planern keine Kombattanten, sondern Kriminelle. Der Mossad wurde mit der Aufstellung der Sondereinheit Caesarea beauftragt, die die Operation „Zorn Gottes“, die Liquidierung aller Verantwortlichen des Olympiaattentats, durchführen sollte.

## Planung und Vorbereitung
Bei der Planung der Operation Frühling der Jugend, die einen Angriff in Beirut, der Hochburg der PLO, vorsah, war klar, dass der Mossad militärische Hilfe für diesen Einsatz benötigte. Die Spezialeinheit Sajeret Matkal sollte die Hauptlast des Angriffes tragen. Erstmals wurde sie dabei in einem zivilen, aber feindlichen Umfeld gegen zivile Ziele eingesetzt. Das erforderte ein unbemerktes Infiltrieren und Heranführen der Einsatzkräfte an die Zielpersonen, also perfekte Tarnung und akribische Vorbereitung und Übung. Man entschloss sich dazu, das Team über See anzulanden und als Touristen zu tarnen. Um diese Tarnung authentischer zu machen, entschloss man sich, die Hälfte des Teams als Frauen zu verkleiden. Es wurden zivile Kleidungsstücke so modifiziert, dass die umfangreiche Bewaffnung und die Sprengmittel für die Türen allesamt unauffällig darunter fixiert und getragen werden konnten.
Die Planungen begannen im Februar 1973 auf dem Gelände des israelischen Verteidigungsministeriums in Tel Aviv, der Kirya. Der Mossad hatte nicht nur die Adressen und das lokale Umfeld aufgeklärt, sondern auch die Grundrisse der Wohnungen und die Tagesabläufe und Bewegungsprofile der Zielpersonen. Da die Einheit keine Erfahrungen darin hatte, sich verdeckt in einem zivilen Stadtgebiet zu bewegen, wurde das tägliche Training in dem halbfertigen und noch unbewohnten Neubaugebiet Tochnid Lamed im Norden Tel Avivs abgehalten, das dem des Zielgebiets ähnelte.
Auch war an dem Einsatz neu, dass erstmals ohne Netz gearbeitet werden sollte. Nur drei Blocks von den Zielhäusern entfernt befand sich ein Polizeirevier und man ging davon aus, dass selbst bei optimalem Ablauf nur ein Zeitfenster von ca. 20 Minuten bestehen würde, bevor die PLO Verstärkung heranführen könnte. Selbstmordkommandos haben in der Tradition der israelischen Streitkräfte keinen Platz, dennoch entschied man sich wegen der Bedeutung der Zielpersonen für diesen Einsatz, auch wenn die Operation bei einem kleinsten Fehler oder zu frühem Entdecktwerden in einem Desaster zu enden drohte.
Die maritimen Aspekte der Operation wurden gemeinsam mit den Kommandos der Marine, der Shayetet 13, in Atlit südlich von Haifa geübt.
Den Einsatzkräften wurde erst unmittelbar vor Beginn der Operation mitgeteilt, dass es sich nicht um einen Entführungseinsatz, so wie es die ganze Zeit auch trainiert worden war, handele, sondern um einen Attentatseinsatz. Technisch stellte dieser Umstand für das Einsatzteam eine Erleichterung dar.

## Der Angriff

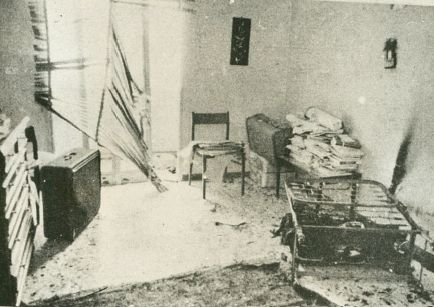
Adwans Wohnung nach dem Angriff

Die Einsatzkräfte wurden zunächst an Bord von Raketenschnellbooten in die Nähe der Küste gebracht und dann von See her von der Marine-Spezialeinheit Shayetet 13 in Beirut verdeckt mit Schlauchbooten unbemerkt angelandet, wo sie von ortskundigen Mossad-Agenten bereits erwartet wurden und mit vorbereiteten und modifizierten Zivilfahrzeugen zu den Unterkünften der Zielpersonen im mondänen Viertel A-Sir in West-Beirut gebracht wurden.
Bei dem Einsatz gelang es, drei PLO-Führer zu Hause zu überraschen und zu töten. Bei der Aktion wurden auch eine unbeteiligte Italienerin in einer Nachbarwohnung sowie zwei libanesische Polizisten getötet. Auf israelischer Seite starben zwei Soldaten.
Nach dem Einsatz gelang die Exfiltration des gesamten Teams auf dem gleichen Weg über See wie die Infiltration.

### Primärziele
Hauptziel des Angriffs war ein Appartementblock in A-Sir in West-Beirut an der Rue Verdun, einem gehobenen Quartier, wo auch etliche Franzosen und Italiener lebten, konkret das Domizil von Muhammad Youssef Al-Najjar (Abu Youssef). Ein weiteres Ziel war ein Haus gegenüber, in dem Kamal Adwan und Kamal Nasser untergebracht waren.
Da PLO-Chef Jassir Arafat regelmäßig auch in diesen Wohnungen zu Gast war, hoffte man darauf, zusätzlich auch ihn zufällig dort anzutreffen. Auch für ihn hätte dann der Tötungsbefehl gegolten, selbst wenn eine Entführung politisch und propagandistisch sehr nützlich für Israel gewesen wäre. Allerdings hätte seine Anwesenheit auch wesentlich stärkere Sicherheitskräfte am Zielort bedeutet.
Das Sajeret-Matkal-Team wurde von Ehud Barak kommandiert, dem späteren Generalstabschef der Israelischen Streitkräfte und Premierminister Israels. Auch Jonathan Netanjahu war beteiligt, der bei der späteren Operation Entebbe 1976 in Uganda als Einsatzkommandeur getötet wurde. Die unbemerkte Annäherung und das Eindringen in die Wohnungen gelang und folgende Führer der Gruppe Schwarzer September wurden getötet:
- Muhammad Youssef Al-Najjar (Abu Youssef), Kommandeur des Terroristen-Teams des Olympia-Attentats 1972 in München. Abu Youssef war ein PLO-Veteran, der schon in diversen Führungspositionen tätig gewesen war, zum Beispiel war er Chef der Fatah und deren internen Nachrichtendienstes. Zuletzt war er einer der Stellvertreter von PLO-Führer Jassir Arafat, die Nummer drei in der PLO-Hierarchie, und leitete die politische Abteilung dieser Organisation. Bei dem Angriff wurde auch seine Ehefrau getötet.[3]
- Kamal Adwan, der verantwortliche Leiter für alle militärischen Terroraktivitäten im Westjordanland und Gazastreifen.
- Kamal Nasser, der Sprecher der PLO und Mitglied in deren Exekutiv-Komitee.

### Sekundärziele
Ein Sekundärziel war ein sechsstöckiger Appartementblock, in dem sich das Hauptquartier von George Habasch, dem Generalsekretär der Volksfront zur Befreiung Palästinas (PFLP) befand, dem Chef der damals „wohl weltbesten Experten auf dem Gebiet der Flugzeugentführungen“. Der Angriff gegen dieses Ziel wurde von der Sajeret Tzanchanim, einer Sondereinheit der israelischen Fallschirmjäger unter dem Kommando von Amnon Lipkin-Shahak, dem späteren Generalstabschef während der Regierung Barak, durchgeführt. Dieses Team traf auf heftige Gegenwehr und verlor in dem Feuergefecht zwei seiner Soldaten. Dennoch konnte in dem Gebäude eine Bombe gelegt werden, und etliche PLO-Kämpfer wurden getötet.
Weitere PLO-Unterkünfte, die vorab durch den Mossad ausgekundschaftet werden konnten, wurden angegriffen und „neutralisiert“.
Neben ihren Transferaufgaben für die Teams führten die israelischen Kampfschwimmer auch selbst Kommandoeinsätze an Land durch. Es gelang ihnen, das Hauptquartier der PLO-Gaza-Sektion und deren Waffenlager nahe dem Flughafen Beirut, ein weiteres Waffenlager nordöstlich von Beirut und eine Waffenproduktionsstätte sowie ein Tanklager der PLO nahe Sidon zu sprengen.

## Auswirkungen
Die Resolution 332 des UNO-Sicherheitsrates, die am 21. April 1973 aufgrund einer Beschwerde des Libanon angenommen wurde, verurteilte den tragischen Verlust von Zivilisten infolge des militärischen Angriffs Israels. Der Rat verurteilt die Verletzung internationalen Rechts und fordert Israel auf, dies unverzüglich zu unterlassen.
Gleichzeitig war dieser Angriff ein deutliches politisches Signal an die PLO und ihre Aktivisten sowie an alle anderen Untergrundorganisationen, dass Israel bereit und in der Lage war, auch in den vermeintlichen Hochburgen der Terroristen diese zu lokalisieren und zu töten (gezielte Tötung).
In Zusammenhang mit der gelungenen Exfiltration der israelischen Einsatzkräfte machte in der arabischen Welt die Theorie die Runde, die Botschaft der Vereinigten Staaten in Beirut hätte dabei geholfen, was aber nicht nachgewiesen werden konnte. Dennoch wurden diese vermuteten Umstände letztlich der libanesischen Regierung angelastet, die kurz nach der Operation Frühling der Jugend stürzte.

## Verfilmungen
- Gideons Schwert, ein Film von Michael Anderson, gedreht und produziert 1985/86 für den US-Fernsehsender HBO.
- München, ein Film von Steven Spielberg, erschienen Ende 2005 in den USA, beschreibt (fiktiv) die Ereignisse nach dem Attentat. München (Munich) gilt als Remake des Filmes von Michael Anderson' "Gideons Schwert (Sword Of Gideon).

## Verweise